# Osterlamm Fundgrube
Osterlamm Fundgrube war ein im 18. und 19. Jahrhundert betriebenes Zinn-Bergwerk im Bergamt Johanngeorgenstadt. Zuletzt gehörte es zum Bergrevier Schwarzenberg am Hinteren Rabenberg bei Breitenbrunn im westlichen Erzgebirge.
Die Fundgrube, zu der auch ein Tagschacht und ein Pingenzug gehörten, wird bereits 1757 erwähnt, hier wurde bis zum ausgehenden 19. Jahrhundert abgebaut. Damit gehört sie zu den Bergwerken, die in diesem Gebiet mit am längsten betrieben worden sind. Lange Zeit gehörte sie Eigenlehnern. Ab 1870 war die Osterlamm Fundgrube konsolidiert mit dem Friedefürst Stolln bei Erlabrunn. Da die hohen Erwartungen sich nicht erfüllten, wurde der Abbau 1879 eingestellt und die Gewerkschaft löste sich auf.